# 카와구치 카이지
카와구치 카이지(일본어: 川口 開治, 1948년 7월 27일 ~ )은 일본의 만화가이다.